# Lạc Thịnh
Lạc Thịnh là một xã thuộc huyện Yên Thủy, tỉnh Hòa Bình, Việt Nam. Đây là xã thuộc Vườn quốc gia Cúc Phương, vườn quốc gia đầu tiên ở Việt Nam.
Xã Lạc Thịnh có diện tích 31,57 km², dân số năm 1999 là 5523 người, mật độ dân số đạt 175 người/km².
Trong địa bàn xã có ngôi chùa Tất Đức, hay còn gọi là Tác Đớc.